# 8. Königlich Bayerisches Jägerbataillon
Das 8. Jäger-Bataillon war ein von 1863 bis 1878 bestehender Verband der Bayerischen Armee.

## Geschichte
Der Verband wurde am 21. Dezember 1863 aus Abteilungen des bisherigen 1., 5. und 6. Jäger-Bataillons gebildet. Als Garnison wurde dem Bataillon Sulzbach zugewiesen. Nach dem Deutschen Bruderkrieg dann Garnison Straubing nachdem das 5. Königlich Bayerisches Jägerbataillon nach Speyer verlegt wurde.
Im Krieg gegen Preußen 1866 war es der 7. Infanterie-Brigade bei der 4. Division (Generalleutnant von Hartmann) unterstellt und kämpfte am 4. Juni 1866 bei Roßdorf sowie am 26. Juli 1866 bei Uettingen.
Während des Deutsch-Französischen Krieges nahm das Bataillon an den Schlachten bei Weißenburg und Sedan teil. Vom 19. September bis 24. November 1870 war das Bataillon im Belagerungsring um Paris eingegliedert. Das Bataillon verblieb in Paris bis 3. März 1871.
Das Bataillon bildete mit dem 6. Jäger-Bataillon zum 1. Oktober 1878 den Stamm des neugebildeten 17. Infanterie-Regiments.

## Kommandeure
| Dienstgrad           | Vorname, Name         | Kommandant, ab 1872 Kommandeur von bis |
| -------------------- | --------------------- | -------------------------------------- |
|                      | Adolf Rudolf          | 1863 bis 1866                          |
| Oberstleutnant       | Anton von Täuffenbach | 17. August 1866 bis 13. April 1867     |
| Major/Oberstleutnant | Ferdinand Kohlermann  | 14. April 1867 bis 10. September 1870  |
| Major/Oberstleutnant | Ludwig Gebhard        | 11. September 1870 bis 24. März 1875   |
| Major                | Wilhelm von Staudt    | 25. April 1875 bis 22. November 1877   |
|                      | Eugen Abel            | 1877 bis 1878                          |